# Теодорік I (король вестготів)
Теодорік I (Þiudareiks I; 390 або 393-451) — король вестготів у 418-451. Ім'я перекладається як «король людей». Був одним з активних учасників битви на Каталаунських полях у 451 році.

## Походження
Походив зі знатного готського роду. Про батьків немає відомостей. Народився на території Східної Римської імперії, після міграції готів через Дунай. Вважається, що Теодорік народився десь на території сучасної Добруджи (Румунія).
Був зятем короля Аларіха I, що відкрило шлях до подальшої кар'єри. Освіта обмежилася військовою справою, хоча володів латиною. Водночас потоваришував із представником римо-галльської знаті Авітом. Останній з часом виховував його сина Теодоріка.

## Правління
Після смерті короля Валлії у 418 році Теодеріка на загальних зборах вестготів було обрано новим володарем. До Риму він ставився з обережною ворожістю. У роки його царювання вестготи все ще значно поступалися римлянам у військовій силі, і Теодорік I ніколи не здійснював нападів на римську територію, не переконавшись спочатку, що римляни зайняті в цей час чимось іншим. Вже у 418 році за угодою з Римом вестготи стали федератами імперії.
У 419 отримав підкріплення з боку загону остготів на чолі з Беремудом і його сином Вітіріхом, які прагнули позбутися гунського панування. Оскільки Беремуд був сином остготського короля Торізмунда і належав до роду Амалів, він сподівався згодом стати правителем вестготів. Утім, щоб не ламати встановленого порядку, він приховав своє походження. Але, незважаючи на це, разом зі своїм сином був прийнятий королем Теодоріком I з вищими почестями.

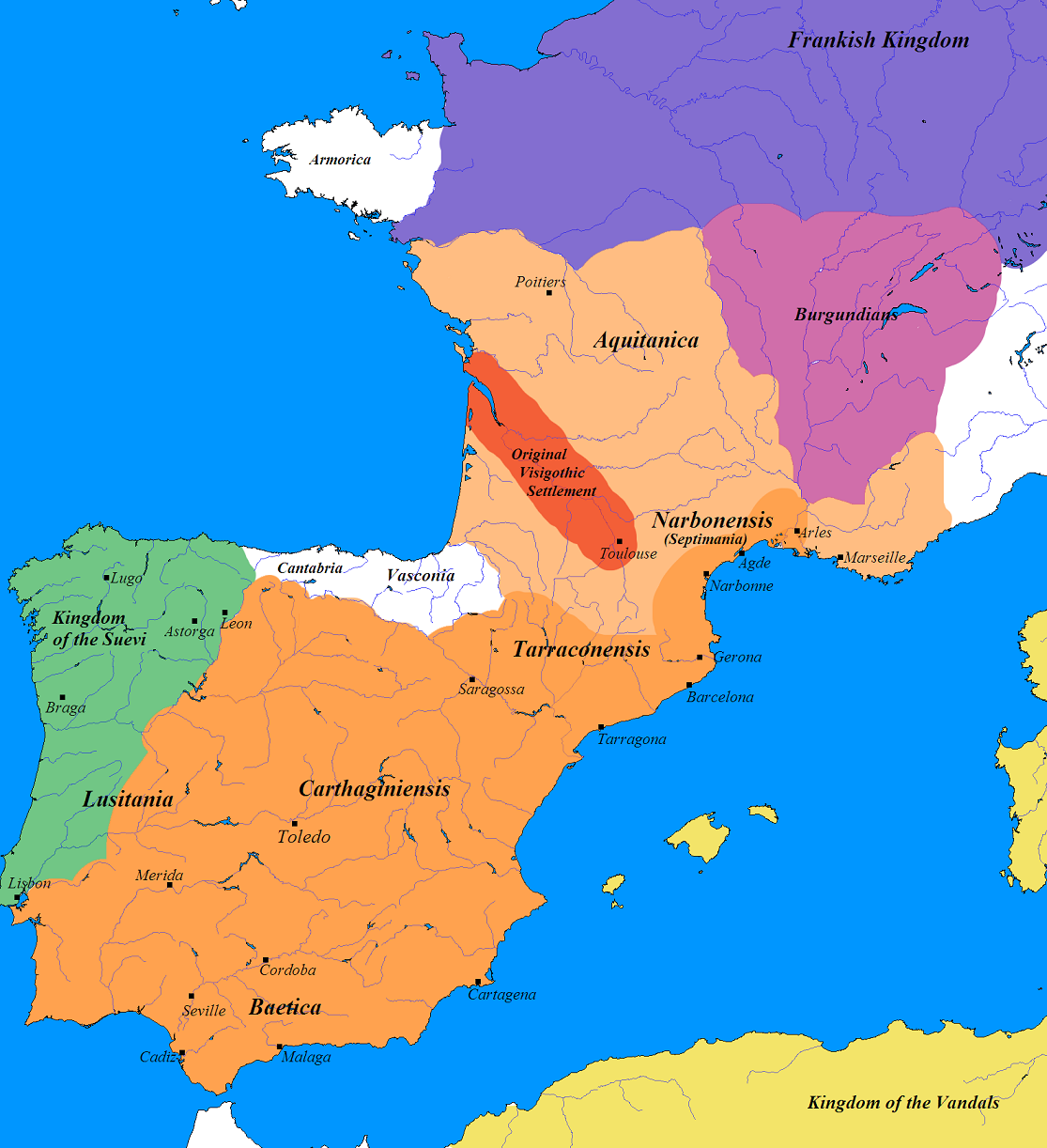
Володіння Теодоріка I (позначено блідо-рожевим кольором) та поселення вестготів (позначено помаранчевим кольором)

Водночас почалося захоплення та колонізація вестготами римської провінції Аквітанії. Слідом за цим було захоплено сусідні провінції. У 422 році Теодорік I спільно з римським полководцем Кастином виступили проти вандалів, які оселилися в Бетіці. Коли перемога була вже близька, готи вдарили своїм союзникам у тил, і римляни зазнали тяжкої поразки. Наказ про це, ймовірно, віддав сам Теодорік I, але римляни не мали змоги покарати за це вестготського короля.

### Війни за вихід до Середземного моря
У 423 році, скориставшись смертю імператора Гонорія та узурпацією імператорського трону Іоанном, Теодерік I зробив спробу підкорити Нарбонську Галлію. Під виглядом захисту законного імператора проти узурпатора, він напав на Арелат (сучасне м. Арль), найважливіше місто всіх семи галльських провінцій, місце щорічних зборів духовної і світської знаті Галлії, яке контролювало долину Рони.
У 425 році Теодорік I з величезними силами взяв в облогу це місто, але напад не вдався, завдяки пильності Аеція, якій тоді був галльським префектом. Внаслідок поразки король вимушений укласти договір з Римом. Багато що говорить про збереження статусу федератів Теодеріком I, натомість було узаконено підкорення вестготами Аквітанії.
У 426 році, виконуючи зобов'язання перед імперією, Теодорік I відправив війська до Іспанії, де діяли вандали та алани. Спочатку розбив аланів, які контролювали Лузітанію, а 427 році завдано було поразки вандалам, яких зрештою у 429 році змусили залишити Піренеї.
У 430 році, скориставшись війною Риму з франками, вестготи зробили нову спробу захопити Арелат. Але його знову було відбито Аецієм, при цьому вестготський військовий очільник Анаольс потрапив у полон до римлян. Теодорік I виправдовувався, вказавши на самодіяльність Анаольса. Хоча вестготи після закінчення війни загалом дотримувалися умови договору, їхнє посольство, спрямоване в 431 році до свевів, вело перемовини про укладення антиримської коаліції, але не досягло успіху. У цей період оженився на доньці покійного короля Валлії, напевне після смерті першої дружини.

### Політика відносно Риму
У 436 році, коли імперські війська були зайняті боротьбою проти бургундів і багаудів в Арморіці, Теодорік I скористався нагодою позбутися свого небезпечного супротивника — Аеція, вступив у союз з Боніфацієм, дуксом Африки, який намагався вирвати у Аеція першість у Західній Римській імперії. Водночас Теодорік I спробував захопити Нарбонну. Він сам повів військо на Норбонну, залишався у ньому до 437 року, обложивши місто. До взяття міста залишалося зовсім небагато, коли з'явився римський військовик Літорій,що прорвав зі своїми гунськими вершниками кільце готської облоги та змусив вестготів відступити.
Боротьба з римлянами тривала з перемінним успіхом. Протягом 438 року Теодорік I зазнав низки невдач. У 439 році Літорій зміг підійти до столиці вестготів — Тулузи. Вестготське королівство опинилося в складному становищі, коли повстав Вітіріх із роду Амалів, який свого часу разом із батьком знайшов притулок у вестготів. Він перейшов до римлян і проявив себе у них на службі як талановитий полководець. За однією з версій, він намагався з римською допомогою повалити Теодоріка I і самому стати королем. Впевнений у своїй перемозі Літорій відхилив прохання про мир, яке спрямував до нього за допомогою ортодоксально-нікейських єпископів Теодорік I. У вирішальній битві, яка закінчилася на користь римлян, римського полководця було смертельно поранено і захоплено у полон. Після цього Авіт, особистий друг вестготського короля, який став у 439 році префектом преторія Галлії, уклав із вестготами мирний договір.
Але Теодорік I продовжував спроби утворити антиримську колацію. Для цього було укладено союз із королівством вандалів і аланів. Для зміцнення союзу вестготський король 442 року одружив одну із своїх дочок з Хунеріхом, сином короля вандалів Гейзеріха. Але того ж року Гейзеріх уклав із Римом мирний договір. Оскільки після цього виникла можливість весілля його сина Хунеріха з римською принцесою, Гейзеріх звинуватив свою вестготську невістку в змові. Нещасній відрізали ніс і вуха, і в такому вигляді відіслали до батька. У результаті вандало-вестготський союз розпався. Теодорік I планував помститися за образу, але не встиг втілити плани у життя.
У 446 році за наказом імперського уряду Теодорік I відправив війська проти свевів, які втаборилися в Галеції та Лузітанії. Під час військової кампанії вестготи завдали важкої поразки ворогові й захопили багату здобич. Але переслідуючи свої особисті цілі, Теодорік I у 448 або 449 році вступив у перемовини із свевами, а потім уклав союз з їхнім королем Рехіаром, в 449 році видав за нього свою доньку. Потім Рехіар, за підтримки свого тестя спустошив околиці Сарагоси і військовою хитрістю захопив Ілерду (сучасна Леріда). Ймовірно, що в цьому він діяв у згоді з римлянами, оскільки долина Ебро була захоплена повстанцями-багаудами.
До 450 року стосунки з імперією у Теодоріка I були напруженими, оскільки патрикій (головний військовик) Аецій спирався на найманців-гунів, щоб зберігати максимальну незалежність від вестготів. Але великий похід вождя гунів Аттіли проти Західної Римської імперії, змусив Теодоріка I замиритися з Аецієм. Спочатку Теодорік I вирішив очікувати нападу гунів на кордонах своїх володінь, але Авіт переконав його в небезпеці такого маневру, і вестготський король, залишивши вдома чотирьох синів і взявши з собою для участі в битвах тільки старших за народженням, Торізмунда і Теодоріка, у 451 році привів своє військо до Аеція. Вестготи становили одну з найбільш боєздатних частин імперського війська.
Того часу гуни вдерлися до Галлії й взяли в облогу Авреліанум (сучасний Орлеан). Сангібан, король аланів, який керував залогою міста, обіцяв здатися Аттілі й передати в підпорядкування йому місто. Теодорік I разом з Аецієм рушили до Авреліануму, зняли гунськую облогу, а місто зміцнили великими земляними насипами.

### Битва на Каталаунських полях
Докладніше: Битва на Каталаунських полях

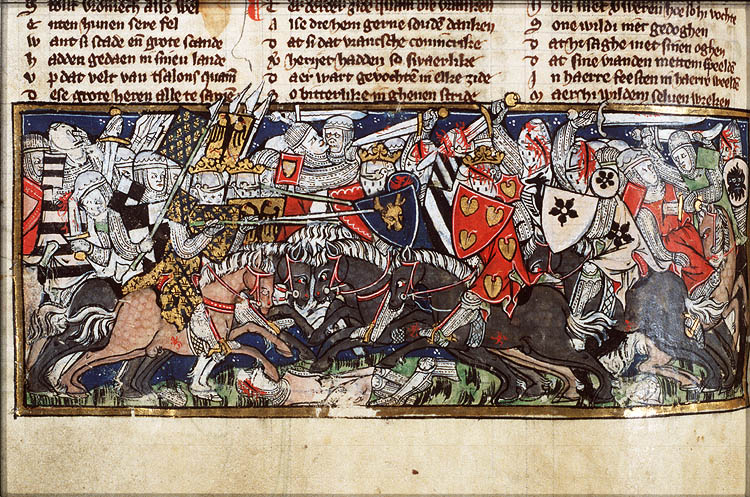
Битва на Каталаунських полях

15 (або 20) липня 451 року на Каталаунських, точніше на Мавріакських полях між сучасними містами Труа і Шалон-на-Марні відбулася битва. Військо Аттіли, незважаючи на успіх у центрі своїх позицій, де вони сильно потіснили аланів, франків, бургундів та інших союзників Аеція, обійшли з флангу вестготи, і в безладді вояки Аттіли відступили в свій укріплений табір. Але в розпал бою загинув Теодорік I. За одним з переказів його вбив остгот Андагіс з роду Амалів. Владу успадкував Торізмунд, якого було обрано королем на полі битви.

### Зовнішність та характер
За словами Йордана: «Він був людиною, сповненою вищої обережності і вмів використовувати як душевні, так і тілесні свої здібності». Сам факт довголітнього правління Теодоріка I свідчить про те, що він умів маневрувати між обома частинами свого народу: так, з одного боку, він був досить ворожий до Риму, щоб не розділити долю Атаульфа і Сігеріха; з іншого боку, йому вдалося вмиротворювати вестготську знать і зміцнити її становище, як землеробської аристократії й правлячого класу.

## Родина
1. Дружина — Педока, донька короля Аларіха I
Діти:
- Торізмунд (бл.420-453), король у 451—453 роках
- Теодорік (бл. 426—466), король у 453—466 роках
- донька (д/н — після 442), дружина вандала Хунеріха
- Фрідеріх (430—463), головнокомандувач вестготів у 453—463 роках

2. Дружина — Флавія Валіана, донька короля Валлії
Діти:
- Ейріх (440—485), король у 466—485 роках
- Ріцимер
- Гімнеріт

3. Дружина — Амалаберга, з остготського королівського роду Амалів
Діти:
- донька (д/н — після 448), дружина Рехіара, короля свевів
- донька (ім'я невідоме)